# Jaime Guzmán
Jaime Jorge Guzmán Errázuriz (* 28. Juni 1946 in Santiago de Chile; † 1. April 1991 in Santiago) war ein chilenischer Hochschullehrer, Senator und Politiker.

## Biografie
Guzmán war der Sohn von Jorge Guzmán Reyes und Carmen Errázuriz Edwards. Er besuchte von 1951 bis 1962 das Colegio de los Sagrados Corazones in Santiago und dann die höhere Schule. Ab 1963, erst 16 Jahre alt, studierte er Rechtswissenschaften an der Päpstlichen Katholischen Universität von Chile und schloss das Studium 1968 mit höchster Auszeichnung ab. Bereits während des Studiums übernahm er Lehraufgaben. In seiner Studienzeit gründete er das Movimiento Gremial Universitario, eine rechtskonservative politische Bewegung, die 1968 die Führung der Studentenvertretung an der Justistischen Fakultät der Katholischen Universität übernahm. Guzmán wurde Wissenschaftlicher Assistent, dann Hilfsprofessor und später Professor für Politische Theorie und Verfassungsrecht an der Rechtsfakultät der Katholischen Universität von Chile. 1968 wurde er Mitglied des Akademischen Rates der Fakultät, 1972 Vertreter der Hochschullehrer und dann Mitglied im Obersten Rat der Universität. Gleichzeitig war er ein scharfer politischer Agitator gegen die 1970 gewählte Volksfront-Regierung unter Salvador Allende.
Nach dem Militärputsch 1973 wurde Guzmán ein enger Berater des Diktators und Generals Augusto Pinochet und ein einflussreicher Gestalter der neuen politischen Ordnung in Chile, ohne dabei ein offizielles Amt einzunehmen. Er war seit 1973 maßgeblich mit der Ausarbeitung der neuen Verfassung Chiles unter dem Militärregime befasst, die 1980 in Kraft trat und auch nach der Transition in Chile mit gewissen Anpassungen bis heute gültig blieb. 1982 widmete sich der politischen Parteiarbeit. 1983 gründete er die Bewegung Unión Demócrata Independiente (UDI), eine Kampforganisation, die nach seinen Vorstellungen nach dem Ende der Militärdiktatur die Regierung in Chile übernehmen sollte. Die Renovación Nacional wurde 1987 als Sammelpartei des rechten Spektrums gegründet, aus der sich die UDI unter Guzmán aber nach kurzer Zeit wieder löste.

Nach den ersten freien Wahlen in Chile am 14. Dezember 1989 zog Guzmán trotz sehr geringer Unterstützung für seine Rechtspartei UDI ins Parlament ein und profilierte sich dort als rechtsgerichteter Oppositionsführer gegen die neue demokratische Regierung unter Präsident Patricio Aylwin. Ab 1989 war er gewählter Senator für Santiago.

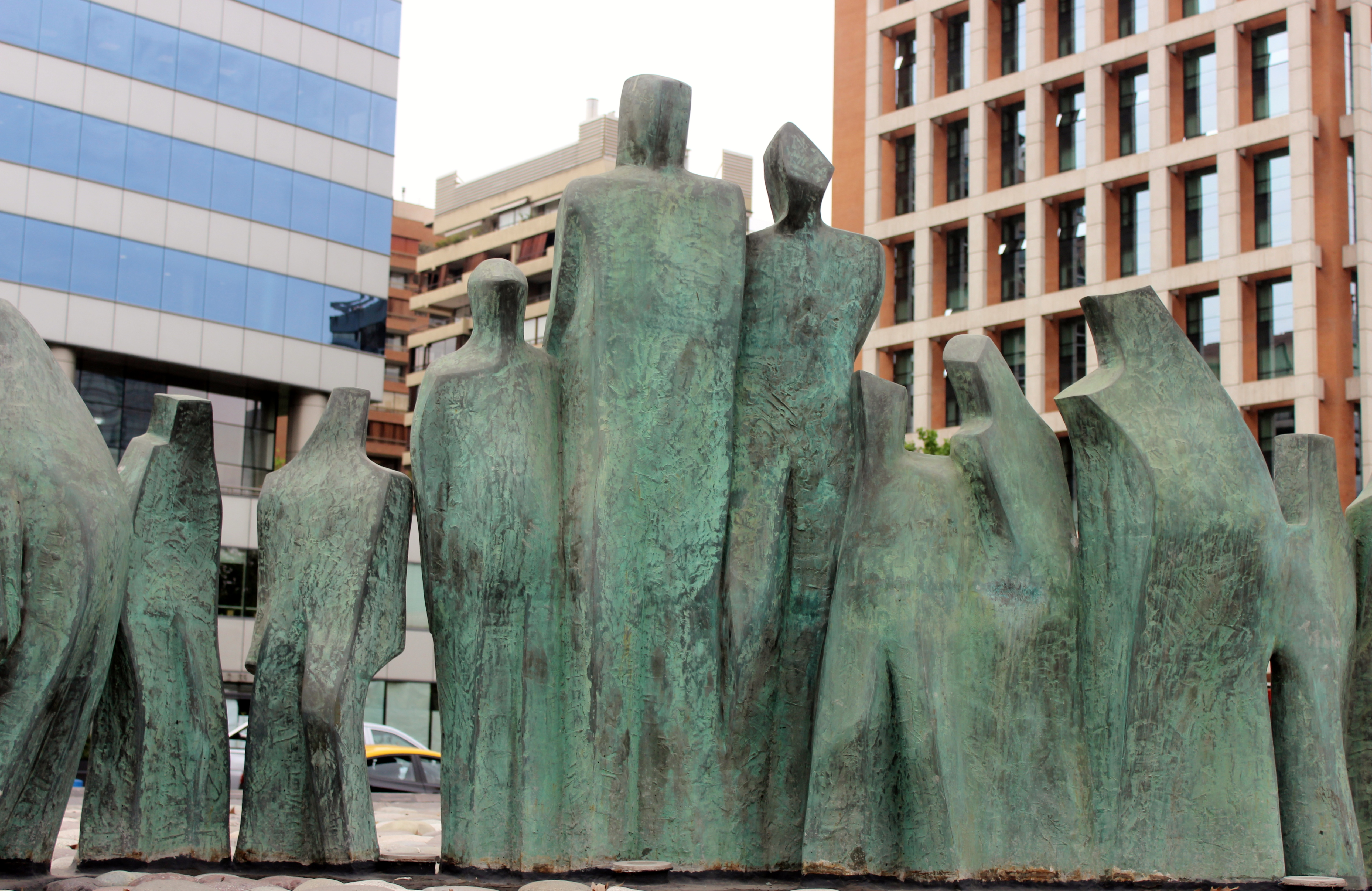
Gedenkstätte Jaime Guzmán

Guzmán wurde am 1. April 1991 auf der Heimfahrt von seiner Universität durch ein vierköpfiges Kommando der kommunistischen Guerilla-Organisation Frente Patriótico Manuel Rodríguez (FPMR) gestoppt und von Ricardo Palma Salamanca in seinem Auto erschossen. Zum Verhängnis wurde ihm unter anderem, dass er im Gegensatz zu anderen Politikern niemals seine Fahrtrouten änderte. Er wurde auf dem Hauptfriedhof von Santiago de Chile beigesetzt.
2008 wurde zu seinen Ehren eine Gedenkstätte zwischen den Kommunen Las Condes und Vitacura in Santiago errichtet.

## Schriften
- Escritos Personales. JGE, Santiago de Chile 1992, ISBN 956-12-0759-1.